# Ace Combat 7: Skies Unknown
Ace Combat 7: Skies Unknown (яп. エースコンバット7 スカイズ・アンノウン Э:су Комбатто 7: Сукайдзу Анно:н, «Битва асов 7: Неизвестные небеса») — видеоигра в жанре аркадного авиасимулятора, разработанная и изданная компанией Bandai Namco Entertainment для платформ PlayStation 4, Xbox One и Microsoft Windows. Это первая игра серии Ace Combat для консолей восьмого поколения. Игра является сиквелом Ace Combat 5: The Unsung War и использует движок Unreal Engine 4.

## Сюжет
За какое-то время до начала событий игры Осейская Федерация построила международный космический лифт (больше известный как «Маяк») на континенте Усея для помощи по восстановлению континента после падения обломков астероида Улисс 1994XF04 и последовавшей Континентальной войны. Постройка лифта вызвала напряжённость в отношениях между Осеей и Королевством Эрусея, крупнейшей страной на континенте Усея, которое считало, что Осея посредством космического лифта стремится контролировать весь континент Усея. Это вылилось в нападение эрусейских БПЛА на основные военные объекты Осеи и в захват Эрусеей космического лифта. Эрусея также взяла под свой контроль два больших небесных носителя дронов, известных как «Птицы-арсеналы» для защиты космического лифта и контроля воздушного пространства над внушительной частью континента Усея.
Начавшаяся война застаёт Триггера на авиабазе на острове Форт-Грэйс, на которую совершают налёт эрусейские бомбардировщики и ему вместе с другими осейскими самолётами предстоит отбивать налёт. После был бой над плато Скофилд, где Триггер впервые столкнулся с эрусейскими дронами. МООН стало известно, что бывший осейский президент Винсент Харлинг прячется на космическом лифте и было решено начать рейд в сторону космического лифта, но над тропическими лесами в регионе Шопенбург происходит первое столкновение с одной из «Птиц-арсеналов», вынудившее осейцев отступить с потерями. Тогда МООН отправляет Триггера в одиночный полёт с целью скрытного проникновения сквозь радарную сеть вокруг лифта, чтобы открыть путь для спасателей. После того, как Харлинг взлетает с «Маяка», на осейские самолёты нападает рой дронов с одной из «Птиц-арсеналов» и в круговерте боя конвертоплан на котором был Харлинг оказывается сбитым, а сам Харлинг погибает. Поскольку Триггер был близко к конвертоплану Харлинга, то его обвиняют в его убийстве. В это же время Осея начинает атаку на столицу Эрусеи Фарбанти, которую эрусейцы отбивают, при этом им удаётся потопить осейский авианосец «Пустельга II».
Триггера переводят в тюрьму на 444-й авиабазе, где его зачисляют в Запасную эскадрилью, набранную из содержащихся в заключении на базе пилотов-штрафников. После обороны базы от налёта эрусейских бомбардировщиков, в воздушной битве в сложных погодных условиях над долиной Йинши, Триггер впервые сталкивается с Михаем А. Шилаги. Далее Запасную эскадрилью отправляют на уничтожение крупной эрусейской нефтебазы и охоты за бензовозами в пустыне, после чего эскадрилью отправляют на уничтожение эрусейских радаров в горах Вайаполо, где на штрафников нападает эскадрилья беспилотных F/A-18F Super Hornet, выдававших себя за осейские самолёты. Несмотря на поддержку беспилотников огнём ракет «Гелиос» с «Птицы-арсенала», штрафникам удалось сбить все беспилотники и покинуть зону боя.
Командование осейских войск за боевые заслуги решает узаконить Запасную эскадрилью и даёт прощение всем её пилотам, после чего отправляет эскадрилью на завоевание острова Тайлер, где она должна будет базироваться. Полковника МакКинси, командующего 444-й авиабазой, осейское командование отправляет на базу «Нью-Эрроуз» («Новые стрелы») в Норт-Поинте. Триггеру и Графу предстоит сопровождать транспортный самолёт МакКинси. Во время перелёта Триггер уничтожает неизвестный БПЛА, чем заслужил себе большое уважение других осейских военных. После этого Триггера и Графа зачисляют в Дальнюю Стратегическую Ударную Группу (ДСУГ), но в разные эскадрильи: Триггер становится командиром эскадрильи «Всадники», а Граф становится вторым номером в эскадрилье «Циклопы».
В Осеи разрабатывают план по окончанию войны и возвращению космического лифта. Для этого эскадрильи ДСУГ выполнили несколько заданий: атака эрусейского флота на севере континента, защита восстановленной рельсовой пушки «Стоунхендж» с последующим уничтожением ей одной из «Птиц-арсеналов», уничтожение шахт с межконтинентальными баллистическими ракетами в сложных метеорологических условиях и захват базы на Дождливом мысу для создания передовой базы для последующего нападения на Фарбанти. Во время битвы за Фарбанти сам город захвачен силами Осеи, однако в последний момент в бой вступает Михаль с эскадрильей «Сол». Во время боя противоборствующие стороны уничтожили спутники связи, что оставило противников без надёжной связи.
Отключение всех основных форм коммуникации вследствие массового уничтожения спутников связи погрузило континент в хаос. ДСУГ попыталось вытащить из разразившейся гражданской войны эрусейского офицера, который мог в дальнейшем поспособствовать прекращению огня, но во время спасательной операции в Анкорхеде офицер был убит. После ДСУГ решила отправиться на остров Тайлер, чтобы соединиться с действующими там союзными войсками, но обнаружила там полный хаос: осейцы не достигли поставленных задач во время высадки десанта, а эрусейцы разделившись на два лагеря (консерваторов и радикалов) сцепились между собой. И посреди этого хаоса оказались беженцы, среди которых был и персонал с 444-й авиабазы, а также эрусейская принцесса Роза Коссетта Д’Элиз. ДСУГ удалось взять остров под свой контроль, но нехватка снаряжения и припасов для продолжения дальнейших активных действий вынудила ДСУГ напасть на замок Шилаге, где необходимые припасы имелись. Там самолёты ДСУГ столкнулись с эскадрильей «Сол» и их командиром Михалем на новейшем самолёте X-02S Strike Wyvern, которые попытались защитить замок, но Триггер одолел всех.
Тем временем Доктор Шрёдер раскрывает принцессе и остальным бежавшим с острова Тайлер, что за разжиганием войны стоят выходцы из Белки (коим Шрёдер и является), которые пытались отомстить за поражение и уничтожение своего государства в прошлом путём вовлечения Осеи в войны с другими сильными государствами и в этот раз ставка была сделана на массовое производство беспилотников в Эрусеи. После чего Шрёдер сообщает, что на одном из заводов Усеи будут созданы два новых БПЛА, затем остальные решают деактивировать лифт, чтобы обесточить сеть заводов по производству дронов. Тем временем Осея сформировала коалиционные силы с консервативными эрусейскими лидерами, которые хотели покончить войну, против радикальных разжигателей войны, которые продолжали контролировать лифт. У космического лифта разразился крупный воздушный бой, который привлёк уцелевшую «Птицу-арсенал». После того, как принцесса Коссетта уничтожила передатчик энергии и энергетический щит «Птицы-арсенала» отключился, Триггер уничтожает этого летающего гиганта, а остатки эрусейских сил (радикалов) сдаются в плен. После этого два новейших беспилотника ADF-11F Raven, которые были произведены до отключения лифта, вошли в воздушное пространство и открыли огонь по силам коалиции. Уцелевшие до этого участники битвы отступили к авианосцу «Адмирал Андерсон», находившемуся поблизости.
На следующий день большинство уцелевших пилотов коалиции вступают в бой с новейшими беспилотниками. В итоге Триггер сбил оба, причём в погоне за одним из этих дронов ему вместе с Графом пришлось лететь через подземные туннели к космическому лифту. Внутри здания лифта дрону удаётся повредить самолёт Графа и тому приходиться совершить посадку на брюхо в туннеле, а Триггер после уничтожения дрона вылетает через верх основания космического лифта. Уничтожение БПЛА положило конец войне.
В последней катсцене игры показывается, что коалиционные силы собрались у космического лифта, чтобы принимать беженцев со всего континента, игнорируя их прежние взгляды во имя мира. В финальных кадрах видно, как принцесса протягивает ладонь и устремляет её в небо, по аналогии с орбитальным лифтом.

## Игровой процесс

Игровой процесс Ace Combat 7. На скриншоте представлено задание, проходящее в ночное время. Интерфейс предоставляет игроку различную информацию: скорость самолёта, полученный урон, количество боеприпасов и тому подобное

Техника пилотирования самолётами осталась классической, есть два режима управления самолётами: для новичков и для опытных пилотов. На самолёты вернулись ложные тепловые цели, которые впервые появились в игре Ace Combat: Assault Horizon. Вернулись также чекпоинты, с которых игрок может возобновить прохождение миссии в случае неудачи.
Основным новшеством в игровом процессе стало взаимодействие облаков с самолётами. Теперь если самолёт игрока будет долго лететь сквозь облака, то самолёт может обледенеть, что скажется на устойчивости самолёта. Также облака стали влиять на захват тепловыми головками самонаведения ракет целей, что может привести к потере захвата цели ГСН в случае пролёта вражеского самолёта через облака, это также справедливо и ко вражеским ракетам выпущенным по самолёту игрока. Появились восходящие и нисходящие воздушные потоки, которые воздействуют на самолёт игрока и могут неожиданно привести к крушению самолёта, когда тот будет лететь в стеснённых условиях или низко над землёй.
Игрок может вручную выполнить переворот с перегрузкой (ориг. Post Stall Maneuver). В случае успеха игрок окажется позади противника и повернуть ход боя в свою пользу. Этот манёвр подобен манёвру уклонения из игры Ace Combat: Assault Horizon. Выполняется данный манёвр одновременным зажатием клавиш ускорения и замедления (на клавиатуре — W и S по умолчанию) и резкого движения мышкой вверх или вниз. При этом, для выполнения данного манёвра скорость самолёта не должна превышать 500 км/ч.
В авиапарке игрока присутствуют только реактивные боевые самолёты (преимущественно — истребители и истребители-бомбардировщики). Вертолёты, стратегические бомбардировщики и транспортные самолёты для управления игроком не предусмотрены, но часто появляются в качестве врагов или нейтральных сущностей.
Для повышения эффективности боевой машины, используется специальное вооружение, которое можно выбрать перед началом миссии или во время промежуточной посадки. На каждый самолёт доступно 3 типа специального вооружения, среди которых встречаются корректируемые авиабомбы, кассетные авиабомбы, ракеты высокой дальности, рельсотроны, постановщики помех и другие.

### Доводка самолётов
В Ace Combat 7 вернулось авиационное дерево подобное тому, которое было в Ace Combat Infinity. Продвигаясь по его ветвям, игрок приобретает самолёты и различные запчасти для их улучшения. Дерево разбито на две части: элементы которые можно приобрести при прохождении кампании (там находятся все самолёты) и элементы, которые становятся доступными только в сетевой игре. Во время игры (одиночной или сетевой) игрок зарабатывает очки (ориг. MRP), на которые можно приобретать элементы с авиационного дерева.
Перед вылетом игрок может настроить свой самолёт путём оснащения его купленными запчастями, при этом максимальное число элементов, которые можно установить на самолёт равно 8-и. Все запчасти делятся на три основные группы: улучшение фюзеляжа, вооружение и вспомогательные элементы. При этом каждый элемент имеет свой «размер», который занимает часть доступного «объёма» в виде специальной шкалы, т.о. устанавливаемые элементы одного типа по совокупности не могут превышать этот «объём». Иными словами — нельзя поставить все 8 компонентов только на фюзеляж, вооружение или вспомогательные.
Также игрок перед вылетом может выбирать окраску для самолёта и эмблемы. Окраски и эмблемы можно открывать либо при выполнении определённых условий во время прохождения сюжетных миссий, либо за победы в онлайн игре.
Настройка самолёта из Ace Combat Infinity вернулась в Ace Combat 7. Игроки могут создавать собственные наборы из самолётов, окрасок, эмблем, позывных, запчастей для повторного использования в будущих миссиях. Предусмотрено 15 слотов для заранее настроенных самолётов.

### Виртуальная реальность
Ace Combаt 7 обеспечивает поддержку виртуальной реальности эксклюзивно посредством PlayStation VR на PS4. Основной VR-контент игры представляет собой набор из трёх миссий, отдельно от основной кампании. Игроки не могут играть эти миссии без PlayStation VR, но при этом VR недоступен в режиме кампании или мультиплеера. Миссии VR жертвуют некоторыми визуальными деталями, чтобы поддерживать требуемые 60 кадров в секунду.
Когда используется VR, то доступен только вид из кабины, вид от первого и третьего лица недоступны. Игрок может поворачивать голову, чтобы посмотреть на врага и взять его на прицел, после чего выпустить по нему как обычно ракеты. Удерживая нажатой кнопку Options можно выполнить повторную калибровку гарнитуры. Игрок может смотреть вниз и видеть всю кабину, включая ноги пилота. Пилот в игре будет взаимодействовать с рычагами управления самолёта несмотря на использование игроком контроллера DualShock 4.

### Мультиплеер
На момент выхода игры Ace Combat 7 в ней представлены два онлайновых многопользовательских режима: Королевская битва (ориг. Battle Royal) и Командный поединок (Team Deathmatch). В Королевской битве игроки участвуют в матче на выживание, где каждый сам за себя и побеждает игрок набравший наибольшее количество очков до истечения таймера. В командном поединке игроки делятся на две команды, которые бьются между собой, побеждает та команда, которая наберёт больше очков, чем команда противников до истечения отведённого времени либо полностью заполнившая шкалу очков. В обоих режимах участвуют до 8 игроков

## Анонс и выпуск
Первый раз игра была показана на PlayStation Experience в декабре 2015 года. Первоначально она была анонсирована как эксклюзив для PlayStation 4, однако позже в расширенном трейлере игры вышедшим в январе 2017 года было подтверждено, что игра выходит на все актуальные платформы. В версии для PlayStation 4 будут доступны эксклюзивные миссии для PlayStation VR. Сначала выход игры планировался в 2017 году, но в мае того же года разработчики заявили, что релиз игры переносится на 2018 год. 21 августа 2018 года, вместе с выпуском нового трейлера, на выставке Gamesсom 2018 были объявлены даты релиза игры на всех платформах: 18 января 2019 года для консолей PlayStation 4 и Xbox One, 1 февраля 2019 года для Windows. В январе 2024 года Bandai Namco анонсировала версию игры для консоли Nintendo Switch с подзаголовком Deluxe Edition, в которую будут включены некоторые дополнения. Дата выхода — 11 июля 2024 года.

### Предзаказ
Все предзаказанные и цифровые копии Ace Combat 7, приобретённые в первый месяц с момента выхода игры, независимо от издания или платформы, содержат самолёт F-4E Phantom II и три дополнительные расцветки для самолётов: краска Жёлтой эскадрильи для Су-37, окраска эскадрильи «Разгризы» для F-14D «Super Tomcat» и окраска «Пикси» для F-15C Eagle. Также эти копии включают в качестве дополнения переизданные игры Ace Combat 5: The Unsung War для владельцев PS4 и Ace Combat 6: Fires of Liberation для владельцев Xbox One. Игроки, сделавшие предзаказ на Ace Combat 7, также имели возможность получить в магазине, где был сделан предзаказ, особые бонусы. Большинство таких бонусов было доступно только японским покупателям, но кое-что перепало и покупателям в других частях света

## Оценки игры
| Сводный рейтинг       | Сводный рейтинг | Сводный рейтинг | Сводный рейтинг | Сводный рейтинг |
| Издание               | Оценка          | Оценка          | Оценка          | Оценка          |
| Издание               | Общая           | PC              | PS4             | Xbox One        |
| --------------------- | --------------- | --------------- | --------------- | --------------- |
| GameRankings          | N/A             | N/A             | 80,56 %         | N/A             |
| Metacritic            | N/A             | 78/100          | 80/100          | 79/100          |
| Иноязычные издания    |                 |                 |                 |                 |
| Издание               | Оценка          | Оценка          | Оценка          | Оценка          |
| Издание               | Общая           | PC              | PS4             | Xbox One        |
| GameSpot              | 8/10            | N/A             | N/A             | N/A             |
| Jeuxvideo.com         | N/A             | 16/20           | 17/20           | 16/20           |
| Русскоязычные издания |                 |                 |                 |                 |
| Издание               | Оценка          | Оценка          | Оценка          | Оценка          |
| Издание               | Общая           | PC              | PS4             | Xbox One        |
| StopGame.ru           | «Похвально»     | N/A             | N/A             | N/A             |
| «Игры Mail.ru»        | N/A             | 8/10            | N/A             | N/A             |
| «НИМ»                 | 6,6/10          | N/A             | N/A             | N/A             |

Ace Combat 7 получила «в основном положительные отзывы», согласно сайту-агрегатору Metacritic.
В январе 2025 издатель Bandai Namco объявила, что продажи игры превысили 6 миллионов копий.